# Маркетинг чрез популярност
Маркетинг чрез популярност , известен заради неправилен превод на български основно като вирусен маркетинг (на английски: viral marketing, viral [вайръл] – популярен, известен, нашумял, разпространен, особено в социалните мрежи и Интернет, основно значение – вирусен) е нашумял термин за маркетингови техники, които използват вече съществуващи социални мрежи, за да популяризират марка или да постигнат други маркетингови цели (като например продажби на продукти), чрез репликиращи се заразителни процеси подобни на разпространението на обикновен или компютърен вирус. Може да бъде разпространяване от уста на уста или увеличено от мрежовия ефект на Интернета. Вирусният маркетинг (промоции) може да бъде под формата на видеоклипове, интерактивни флаш игри, рекламни игри, електронни книги, брандиран софтуер, картинки и дори само текстови съобщения (въпреки че това вече се счита за остаряла практика).
Целта на маркетинговите специалисти, които се стремят да създадат успешни вирусни маркетингови кампании е да открият хората, които са лидери на мнение и да създадат вирусни послания, които да се харесат на тази таргет група и да бъдат разпространени доброволно от потребителите.
Терминът „вирусен маркетинг“ се използва и с отрицателно значение при „тайни“ маркетинг кампании – безскрупулната употреба на онлайн маркетинг в съчетание със скрита корпоративна реклама в търговски центрове, така че да се създаде впечатление за спонтанен ентусиазъм, предаден от уста на уста.

## История
Относно възникването и популяризирането на термина „вирусен маркетинг“ все още няма еднозначно мнение, макар че някои от най-ранните употреби на думата се приписват на завършилия Харвард Бизнес Колежа Тим Дрейпър и преподавател в Харвард Бизнес Колежа Джефри Рейпорт. По-късно терминът е популяризиран от Джефри Рейпорт в неговата статия в списание Fast Company от 1996 „Вирусът на маркетинга“ и Тим Дрейпър и Стив Джърфстоун от фирмата за рисков капитал Draper Fisher Jurvetson през 1997 г. за да опишат практиката на Hotmail да разпространява собствена Реклама през изходящата поща/ e-mail от своите потребители.
Сред първите, които пишат за вирусения маркетинг в интернет, е медийният критик Дъглас Ръшкоф в книгата си от 1994 г. „Медиен вирус: скрити планове в поп-културата". Предполага се, че ако такъв вид реклама достигне до „податлив“ потребител, този потребител ще се „зарази“ (т.е. ще приеме идеята) и ще продължи да я споделя с други хора и така „да ги зарази“, казано по отношение на вирусната аналогия. Стига всеки заразен потребител да сподели идеята със средно повече от един податлив потребител, броят на заразените потребители ще нарасне в съответствие с експоненциална крива. Разбира се, маркетинговата кампания може да бъде иключително успешна, дори и ако скоростта на заразяване няма епидемични размери, например ако разпространението от потребител-към-потребител се поддържа от други форми на маркетинг комуникации, например връзки с обществеността и реклама.
Сред първите, писали за алгоритми, които идентифицират хората с висок потенциал в социалните мрежи, е Боб Герстли в ‘Рекламните проучвания се променят’. Герстли използва SNP алгоритми в количествени маркетингови проучвания, за да увеличи максимално ефективността на вирусните маркетинг кампании. През 2004 г. идеята за „Алфа Потребителят“ става реалност, тя дава възможност да се определят участниците „център на внимание“ във вирусна кампания, които са най-влиятелни. Днес Алфа Потребителите могат да бъдат изолирани и идентифицирани и дори да се таргетират за вирусни рекламни предложения. Това става най-точно в областта на мобилните телефонни мрежи, тъй като мобилните телефони са лични.
Много сайтове се опитват да опишат какво е вирусният маркетинг и да предлагат услуги за вирусен маркетинг като функция на външни изпълнителни агенции.

## Известни примери
- Схемата Понци и свързаните с инвестиции пирамидални схеми са ранни примери за вирусен маркетинг. Във всеки кръг първоначалните инвеститори плащат само лихви от главницата на депозита на следващите инвеститори. Началните инвеститори са толкова ентусиазирани, че обвързват и своите приятели, това води до растеж докато цялото от инвеститори се пренасити и схемата се срива.

- Мултилевъл маркетинга, който е популяризиран през 60-те и 70-те години на двадесети век (различава се от пирамидалните схеми) по същество е форма на вирусен маркетинг, в която представителите печелят доходи чрез продажба на продукти, с помощта на хората, които са в техния кръг на влияние. Мулти – левъл маркетингът рядко е толкова успешен, колкото ни обещават преди да се регистрираме, защото често се оказва, че хората в по-ниските нива в структурата харчат повече, отколкото могат да изкарат от продуктите.[3], които предлагат. Примери за това са Amway и Mary Kay козметика и много други.

- В началото на своето съществуване (вероятно между 1988 и 1992 г.), телевизионното предаване Mystery Science Theater 3000 е с ограничено разпространение. Продуцентите насърчават зрителите да правят копия на шоуто като го записват на видео касети и ги дават на приятелите си, за да се разшири аудиторията на шоуто и така да се увеличи интереса към новата мрежа Comedy Cetral. През този период заключителните надписи включват мотото: „Продължавайте да разпространявате касетите“[4]

- През 2001 г. списанието BusinessWeek, описва уеб-базирани кампании на Hotmail (1996) и The Blair Witch Project (1999 г.), като забележителни примери за вирусен маркетинг, като също предупреждават, имитаторите да не копират кампаниите.[5]

- Създадена през 2002 г., BMW Films е сред най-ранните вирусни маркетинг кампании. Тази кампания привлича близо 55 милиона зрители и помогна на Клайв Оуен да развие кариерата си.

- Кампанията на Бургер Кинг – The Subservient Chicken 2004 – 2007 г. е цитирана от списание Wired като ярък пример за вирусен маркетинг или маркетинг от уста на уста.[6]

- Guerilla рекламната кампания на Cadbury's Dairy Мляко 2007 е силно популяризирана от YouTube и Facebook.

- Албумът концепт на Nine Inch Nails, Year Zero през 2007, включва вирусна маркетингова кампания, в която разпространяват USB устройства на концерти през Европейското турне на NIN през 2007 г. Това {{}}е последвано от серия свързани помежду си интернет страници, разкриващи информация за дистопичното бъдеще, към което е реализиран албумът.

- През 2007 г., World Wrestling Entertainment промоутва завръщането на Крис Джерико с вирусна маркетинг кампания, използвайки 15-секундно бинарно кодирано видео. Клиповете съдържат скрити послания и библейски препратки, свързани с Джерико, има спекулации по време на кампанията, които са насочени към всички WWE феновете.[7][8]. Текстът „Спаси ни“ и „2-ри Очаквайте“ са най-известните в VI EOS. Кампанията се разпространява из интернет с множество уеб сайтове, въпреки че вече не съществуват, със скрити послания и библейски препратки, който намекват за по-нататъшното завръщане на Джерико. [9][10]

- През 2007 г. рекламният журналист Стюарт Елиът в „Ню Йорк Таймс“ пише за бизнес-към-бизнес вирусна кампания на софтуерна компания, показвайки, че вирусната реклама намира приложение в области извън потребителските пазари.[11]

- През 2007 г., португалски футболен клуб Спортинг Португалия интегрира вирусни елементи в кампанията си за сезонните места. За да може да бъде видяно видеото в сайта на отбора, от потребителите се изисква да въведат името и телефонния си номер. Видеото предствлява отборът, който чака в съблекалнята, докато треньорът им Пауло Бенто звъни на потребителя и му казва, че сезонът не може да бъде открит, докато феновете не си купят сезонни билети.[12] Видеото на Flawless и телефонните обаждания са синхронизирани и фактът, че това е напълно ново преживяване за потребителя, довежда до почти 200 000 показвания на видеото и телефонни разговора за по-малко от 24 часа.

- Arginsplea.com заяви, че на 25-годишния девственик Джеф, който живее в Торонто, са му необходими пет милиона посещения на сайта му за 30 дни, за да може Джен, една от неговите много секси платонични приятелки, да му помогне да загуби девствеността си.

- Филмът Cloverfield, който излиза през 2008 година, първи пуска трейлър, с който не рекламират заглавието на филма, а само датата на премиерата – 1.18.08. Елементи от вирусната маркетингова кампания включват MySpace, където са създадени страници на измислените герои и сайтови за измислена компания, която се споменава във филма.

- The Big Word Project, започнат през 2008 г., има за цел да предефинира Оксфордския речник на английския език, като позволява на хората да представят тяхната уеб страница като определение на избрана от тях дума. Вирусният маркетинг проект, създаден, за да финансира две магистърски обучения на студенти, привлича вниманието на блогърите по света, както и на Daring Fireball списание Wired Magazine.[13].

- В маркетинговата кампания на филма „Черният рицар“, 2008, са комбинирани елементи от онлайн пространството и реалния живот, за да наподобят игра реалност. Техниката включва масови събирания на фенове на Жокера, клещи ловци из целия свят, подробени и сложен уеб сайтове, които позволяват на феновете действително да участват в „гласуването“ за политическите офиси в Готъм Сити, скрити телефонни номера и сайтове за „гореши линии“ на Dark Knight на валяк Six Flags Great America и Six Flags Great Adventure, а дори и Gotham News Network, който има линкове към други страници на Gotham като Gotham Железопътен транспорт, туристическа агенция Gotham и страници на политическите кандидати. Филма е маркетиран успешно и чрез хилядите Батман фенове, който разпространяват от уста на уста информация за филма.

- Новите игри от поредицата Halo са промотирани чрез вирусни игри реалност. I Love Bees е алтернативна игра реалност, която се отнася до втората игра от поредицата на Halo, Iris се отнася до третата от серията игри.

- В периода между декември 2009 и март 2010 г. серия от седем клипа са качени в YouTube под името „iamamiwhoami“, което води до спекулации, че те са маркетингова кампания на музикант. През март 2010 г., анонимен пакет е изпратен на журналист от MTV, който твърди, че пакета съдържа код, разкриващ самоличността на изпълнителя.[14] Седмото видео, озаглавено „ш“, разкрива шведската певица Jonna Lee.[15][16][17][18]

- На 14 юли 2010 г., Old Spice стартира най-бързо развиващите се онлайн вирусна кампания, видео, което достигна 6,7 милиона показвания за 24 часа и отбелязва над 23 милиона посещения след 36 часа. Old Spice агенция създава бани в Портланд, ИЛИ и са имали телевизионна реклама звезда, Исая Мустафа, събира 186 онлайн коментари и въпроси от сайтове като Twitter, Facebook, Reddit, Digg, Youtube и други. Кампанията се кандидатира за три дни. [19]. [20].

## Вайръл маркетинг услуги
Вирусни маркетинг услуги (VMS) включват пълния набор от услуги маркетинг, реклама, медии и посредничество. Има външни фирми, които може да наемем за тези услуги. Подобно на други професионални ниши, (юрист, счетоводител, IT), компаниите търсят възможности за професионалната си изява и опит в Guerilla маркетинг стратегии, интернет и мобилни технологии с надеждата за привличане на повече потенциални клиенти, продажби и печалби от традиционните маркетинг стратегии. Компания VMS обикновено създават впечатление за един много специфичен пазар или аудитория, определен от клиента. Колкото повече импресии са създадени за един клиент, толкова по-голям е шанса той да бъде привличен като потенциален клиент на клиентските продукти или услуги.VMS компанията базира успеха си на възможността да успее да свърже много форуми в една медия, за да създаде огромен маркет предназначен за клиента. Компания VMS не носи отговорност за търсене на вода. По-скоро те са отговорни за създаването води чрез разпознаване на марката с помощта на пазара на търговски марки и иновативни рекламни услуги.

## Методи
- Интернет търсачки и Блогове
- Целеви услуги Уеб Маркетинг
- Социална медии
- Industry specific organization contributions
- Телевизия и радио
- Различни форми на печат и директен маркетинг
- Развитие SEO Web
- Customer Participation & Polling service
- Изходящи / Входящи Call Center услуги
- Интегриране на SmartPhone

VMS таргет маркетинга се основава на три важни принципа:
1. Социален профил Gathering
2. Подробен анализ на пазара
3. Real-Time, Ключова дума, Дълбочинен Анализ

С прилагането на тези три важни дисциплини на рекламния модел, дружество, VMS е в състояние да отговори на целевите нужди на клиента с ефектно ценово предимство.

## Мотивация
Продуктите и услугите се променят според промяната в търсенето на потребителите. Поради това, фирмите са признали, че маркетинг методите трябва да се променят. Маркетинг отдела в дадена фирма има за цел да постави бизнеса си в най-горещата точка на клиентския интерес на възможно най-ниска цена. В началото на 20-те години, радиото е средство за достигане до масовата публика, следвана от телевизия в края на 40-те години. Телевизия запазва първото място от гледна точка на масовата рекламна аудитория докато интернет не я „превзе“ в средата на 90-те. Сега хората споделят информация, пишат коментари според интересети си и създават интернет мрежи по начин, който не е бихме могли да си представим.

## Статистики
- Две трети от интернет населението на света вече посещава социална мрежа или блог поне веднъж седмично.[21]

- 220 + милиона души посещават най-известните 25 социални мрежи всеки месец [22]
- Facebook има 500 + милиона активни потребители
- Социалните медии надвишават интернет трафика на сайтовете за възрастни.
- Времето, прекарано в посещение на социални медийни надвишава времето, прекарано в електронната ни поща.[23]
- 52% от хората, които четат новини онлайн ги споделят чрез социални мрежи, електронна си поща, или мнение си.[24]
- 59% от анкетираните възрастни хора заявяват, че използват своите мобилни телефони, за да останат свързани с тяхната социална мрежа [25]

Поради статистиката, като тези, фирми – големи и малки – са остановили, че услуги като вирусен маркетинг са приложими в тяхната практика. Тъй като цената на импресия е обикновено много по-ниски в сравнение с други форми на медиите, бизнеса е в състояние да достигне до много широка аудитория на по-ниска цена в сравнение с други форми на реклама в традиционните медии.

## Техники
Много компании въвеждат ключови думи в корпоративните си сайтове, за да подобрят Search Engine Optimization, което е най-добрият метод да повишите Page rank в Google, надявайки се да изградят стабилен интернет бизнес. Това обаче е само един от компонентите от силата на вирусния маркетинг, който може да използваме. Вирусен маркетинг е въпрос на общуване.